# Castellers de Barcelona

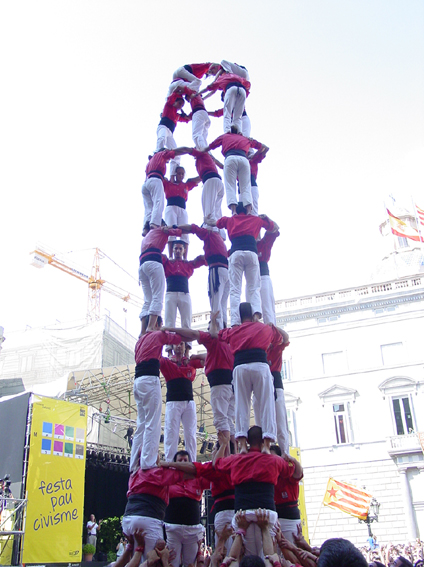
Un castell des "Castellers de Barcelona" à la Mercè, la Festa Major de Barcelone

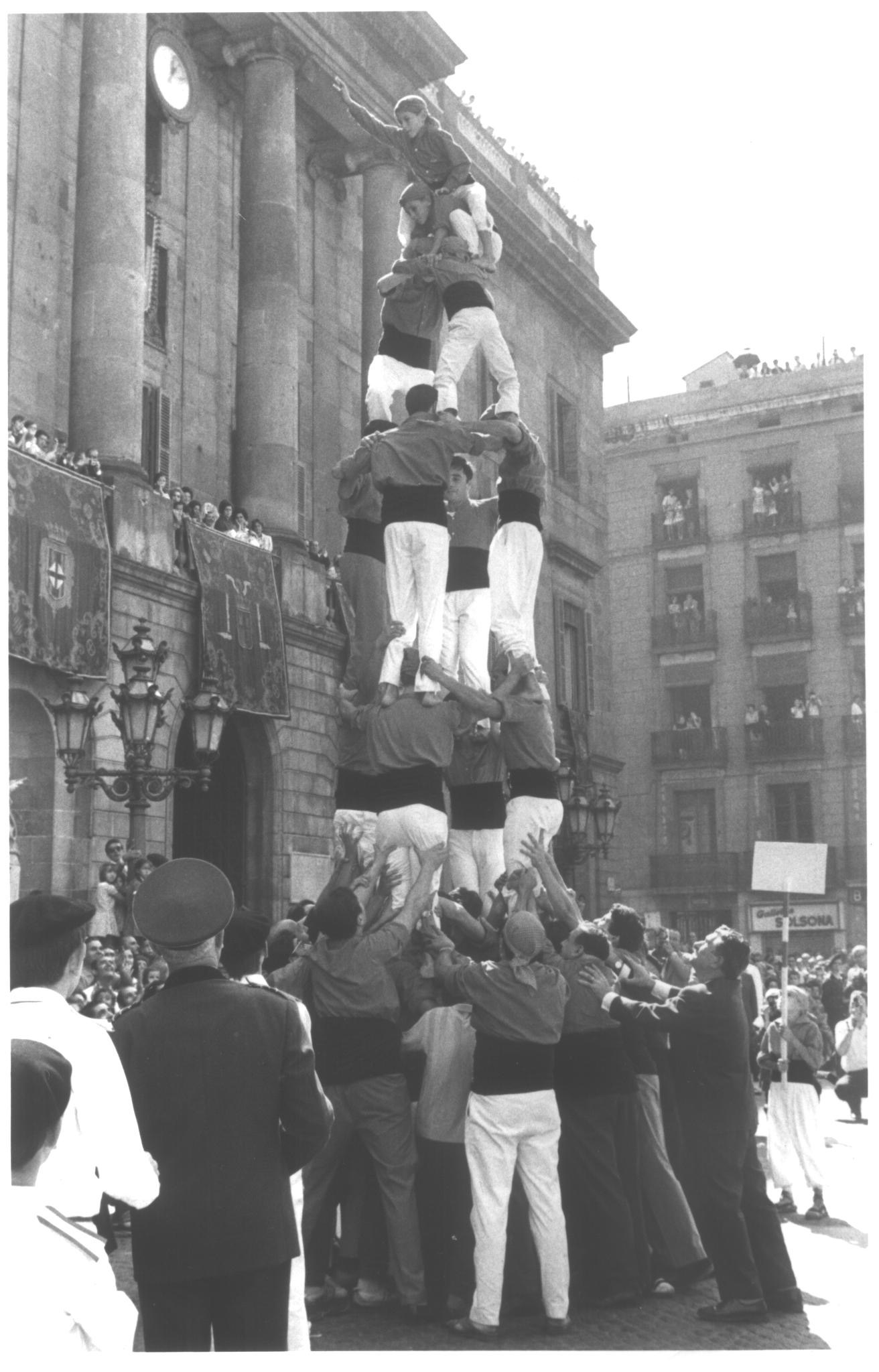
Les "Castellers de Barcelona" à la place Sant Jaume, face à la mairie de Barcelone, à la Mercè en 1969

Les Castellers de Barcelona est une colla castellera du quartier du Clot fondée en 1969. Elle est la quatrième colla la plus ancienne des colles castelleres actives actuellement en Catalogne et la première des colles de Barcelone.

## Présentation
Elle a participé à toutes les éditions du Concours de castells de Tarragone. Elle a parrainé 14 colles castelleres.
Sa chemise est de couleur rouge, la même couleur que l'ancienne colla castellera de Barcelone, les Castellers de Ballets de Catalunya, dont certains membres ont fait partie de la nouvelle colla Castellers de Barcelona.
Les meilleures réalisations de leur histoire sont un 5 de 8, un 3 de 9 avec folre et un 2 de 8 avec folre, réalisées à Barcelone en 2003.
Elle a la Croix de saint Georges (2002) du gouvernement de la Catalogne et la Medalla d'Honor de Barcelone (2000). Elle a participé à la fête à Barcelone de l'anniversaire de Wikipédia en catalan (viquipèdia),.